# Garth Ziegler
Pour les articles homonymes, voir Ziegler.
Pas d'image ? Cliquez ici

a Compétitions nationales et continentales officielles uniquement.

b Matchs officiels uniquement.
Dernière mise à jour le 15 octobre 2012.
Garth Ziegler, né le 21 mars 1986, est un joueur de rugby à XV de double nationalité zimbabwéenne et suisse qui évolue au poste d'ailier à Venise, puis au sein de l'Aviron bayonnais et de Petrarca Padoue.

## Biographie
Après avoir passé deux saisons au Venise Mestre Rugby de 2008 à 2010 dans le Super 10, il rejoint l'effectif de l'Aviron bayonnais. Avec le club basque, il dispute le challenge européen mais ne joue que 20 minutes dans le Top 14 en tant que remplaçant lors des deux matchs contre CA Brive et CS Bourgoin-Jallieu. Il est titulaire pour la première fois en Top 14 le 19 février 2011 lors du match contre l'ASM Clermont et marque son premier essai dans la compétition. Après une année passée à l'Aviron bayonnais, il signe un nouveau contrat de joker coupe du monde à Bayonne jusqu'à octobre 2011[réf. nécessaire]. Début janvier 2012, alors sans club, il signe un contrat au sein du club italien du Petrarca Padoue avec qui il dispute le Championnat d'Italie.